# Великий Молодьків
Вели́кий Молодьків (до 1921 року — Молодьків-Осичний, у 1921—23 роках — Молодьків) — село в Україні, у Новоград-Волинській міській територіальній громаді Звягельського району Житомирської області. Чисельність населення становить 832 особи (2001). У 1923—2020 роках — адміністративний центр колишньої однойменної сільської ради.

## Загальна інформація
Розташоване за 20 км від районного центру, м. Звягель, за 19 км від залізничної станції Звягель I.

## Населення
У 1843 році в селі проживало 214 осіб (105 чоловіків та 109 жінок), дворів — 26.
Станом на 1885 рік в селі мешкало 456 осіб, налічувалося 90 дворових господарств.
Відповідно до результатів перепису населення Російської імперії 1897 року, загальна кількість мешканців села становила 762 особи, з них: православних — 716, чоловіків — 391, жінок — 371.
Наприкінці 19 століття кількість населення становила 620 осіб, дворів — 120, у 1911 році — 875 жителів, у 1923 році — 210 дворів та 1 113 мешканців, станом на 4 січня 1927 року — 1 196 осіб, дворів — 127.
Станом на 1972 рік кількість населення становила 1 200 осіб, дворів — 336.
Відповідно до результатів перепису населення СРСР, кількість населення, станом на 12 січня 1989 року, становила 882 особи. Станом на 5 грудня 2001 року, відповідно до перепису населення України, кількість мешканців села становила 832 особи.

### Мова
Розподіл населення за рідною мовою за даними перепису 2001 року:
| Мова       | Кількість | Відсоток |
| ---------- | --------- | -------- |
| українська | 828       | 99.52 %  |
| російська  | 4         | 0.48 %   |
| Усього     | 832       | 100 %    |

## Історія
На полях біля села було 6 курганів, на одному з них 6 кам'яних хрестів. Вперше згадується 1577 року як село, що належало до Корецького замку, за яке землевласники платили від 7 димів та 3 городників. У 1599 році селом, у якому було 42 двори, володів Іван Голуб, клієнт князя Корецького, з 1866 року належало Марії Романівні Потоцькій.
Станом на 1885 рік — колишнє власницьке сільце Піщівської волості Новоград-Волинського повіту Волинської губернії. Були заїзд, школа.
Наприкінці 19 століття — сільце Піщівської волості Новоград-Волинського повіту, за 18 верст від повітового центру, м. Новоград-Волинський. Входило до православної парафії у Дідовичах (4 версти). Діяла школа грамоти, заснована близько 1870 року священником Яроцьким, розміщувалася у громадському приміщенні.
У 1911 році в селі була земська випозичальня рільничих машин, сільський склад селекціонованого насіння та позичкова каса.
До 1921 року — Молодьків-Осичний, у 1921—1923 роках — Молодьків. У 1923 році увійшло до складу новоствореної Великомолодьківської сільської ради, яка, 7 березня 1923 року, включена до складу новоутвореного Пищівського (згодом — Ярунський) району Житомирської (згодом — Волинська) округи, адміністративний центр ради. Розміщувалося за 7 верст від районного центру, с. Піщів.
У 1937—38 роках заарештовано 41 мешканця села.
На фронтах Німецько-радянської війни воювали 195 селян, 10 — у партизанських загонах, з них 91 загинув, 110 нагороджені орденами й медалями. На їх честь на братській могилі встановлено обеліск Слави.
В радянські часи в селі розміщувалася центральна садиба колгоспу, який обробляв 2,7 тис. га земель, в тому числі 2,1 тис. ріллі. В основному вирощували озиму пшеницю, цукровий буряк, картоплю. Тваринництво м'ясо-молочного напрямку. 52 колгоспники нагороджені орденами й медалями СРСР.
В селі були середня школа, будинок культури, бібліотека, пологовий будинок, медичний пункт, дитячі ясла, два магазини.
4 серпня 1958 року село, в складі сільської ради, передане до Новоград-Волинського району Житомирської області.
У листопаді 2007 року у селі демонтували пам'ятник Володимиру Леніну.
12 червня 2020 року, відповідно до розпорядження Кабінету Міністрів України № 711-р «Про визначення адміністративних центрів та затвердження територій територіальних громад Житомирської області», територію та населені пункти Великомолодьківської сільської ради включено до складу Новоград-Волинської міської територіальної громади Новоград-Волинського (згодом — Звягельський) району Житомирської області.

## Відомі люди
- Ткачук Вадим Анатолійович (нар. 1967) — професор, ректор НУБІП.
- Храбан Григорій Юхимович (1902—1990) — український історик-краєзнавець, археолог.
- Яремчук Федір Петрович (1920—1998) — український учений-методист.